# Закшув-Туравський
Закшув-Туравський (пол. Zakrzów Turawski, нім. Sacrau Turawa) — село в Польщі, у гміні Турава Опольського повіту Опольського воєводства.
Населення — 669 осіб (2011).

## Демографія
Демографічна структура станом на 31 березня 2011 року:
|          | Загалом | Допрацездатний вік | Працездатний вік | Постпрацездатний вік |
| -------- | ------- | ------------------ | ---------------- | -------------------- |
| Чоловіки | 309     | 52                 | 214              | 43                   |
| Жінки    | 360     | 63                 | 220              | 77                   |
| Разом    | 669     | 115                | 434              | 120                  |